# Gesine Walther
Gesine Walther, född den 6 oktober 1962, är en tysk före detta friidrottare som tävlade för Östtyskland under 1980-talet på kortdistanslöpning.

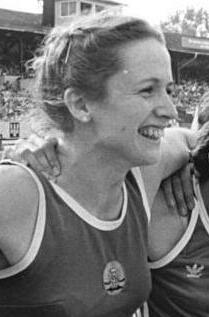
Gesine Walther, 1984

Walther deltog vid EM inomhus 1982 där hon vann guld på 200 meter på det nya mästerskapsrekordet 22,80. På EM utomhus i Aten samma år blev Walther femma på 100 meter, på 200 meter blev hon fyra bara nio hundradelar från medaljplatsen med tiden 22,60. Medalj blev det däremot i stafett 4 x 100 meter tillsammans med Bärbel Wöckel, Sabine Günther och Marlies Göhr. 
Vid VM 1983 deltog Walther i stafett denna gång på 4 x 400 meter där laget blev guldmedaljörer före Tjeckoslovakien och Sovjetunionen. I stafett 4 x 400 meter deltog hon också i det lag som i juni 1984 i Erfurt krossade det gamla världsrekordet när de sprang på 2.15,92. Med i laget var även Sabine Busch, Dagmar Neubauer och Marita Koch. Världsrekordet stod sig till de Olympiska sommarspelen 1988 då både Sovjetunionen och USA slog rekordet.
Hon har under januari 2010 erkänt att hon dopade sig redan från 17 års ålder, och nu självmant begärt att hennes namn skall strykas från alla rekordlistor.